# Anna Whitlock
Ana Whitlock (13 de juny del 1852 - 16 de juny del 1930) fou una pedagoga reformista, periodista, sufragista i feminista sueca, que cofundà i fou dues vegades presidenta de l'Associació Nacional per al Dret al Vot Polític de les Dones.

## Biografia
Anna Whitlock era germana de la feminista i autora Ellen Whitlock (1848–1936). Quan son pare, un home de negocis mitjanament acomodat, s'arruïnà, la família fou auxiliada per sa mare, que era molt més jove que el pare; es va formar com a fotògrafa i treballà de traductora per a mantenir la família. Sembla que Anna Whitlock es va interessar pels problemes de les dones gràcies a la seua mare. Després de rebre una herència, Sophie Whitlock es dedicà a la construcció: feu construir edificis d'apartaments per a dones professionals; i treballà com a secretària de l'organització feminista Fredrika Bremer Association. Anna Whitlock es llicencià en l'Escola Superior de Formació de Professors d'Estocolm el 1875 i després estudià fora de Suècia. Treballà de mestra en Adolf Fredriks folkskola a Estocolm entre 1869-1870 i com a institutriu a Finlàndia entre 1870-1872 abans d'estudiar en el Högre lärarinneseminariet a Estocolm, on es llicencià al 1875. Entre 1876 i 1878 estudià llengua i pedagogia a Suïssa, Itàlia i França, on fou corresponsal d'Aftonbladet a París.

## Trajectòria professional

### Reformadora educativa
El 1878, fundà una escola a Estocolm amb Ellen Key, la Stockholms nya samskola (Nova Escola mixta d'Estocolm), més tard Whitlockska samskolan (Escola Coeducativa Whitlock), i hi va treballar com a directora des de la fundació fins al 1918. Aquesta fou una institució pionera, que feia una nova pedagogia amb consells estudiantils autònoms, consultes amb pares i mares, lectura de concentració, lliure elecció de matèries i un canvi entre treball pràctic i teòric. El 1893 l'escola es feu mixta, la qual cosa era molt progressista: normalment només les escoles primàries eren mixtes a Suècia aleshores. Aviat esdevingué una de les primeres escoles superiors mixtes de Suècia.

### Reformadora social i sufragista
Com a liberal i progressista, també va participar activament en política. Sa mare havia estat la primera secretària del sindicat Fredrika Bremer i, per tant, entrà en contacte aviat amb el feminisme. Pertangué a la junta directiva de Föreningen för religionsfrihet (Llibertat per a la llibertat religiosa) durant la dècada dels 1880. Expressà el seu punt de vista liberal respecte a la religió com a oradora i publicà sobre aquest tema: Skolans ställning till religionsundervisningen i Sverige och andra länder (La posició de l'escola respecte a l'ensenyament de la religió a Suècia i altres nacions). El tema de la religió en l'educació escolar solia consistir en l'educació de l'estudiant en la seua religió, la de l'estat i res més. Whitlock s'hi oposà i va fer que el tema fos voluntari a la seua escola. Participà com a oradora sobre geografia en l'arbetarinstitut d'Estocolm (Institut de Treballadors d'Estocolm) des del 1882 fins al 1897. També fou membre de la junta directiva de l'associació Frisinnade kvinnor (ara Svenska Kvinnors Vänsterförbund) entre 1914-1923. Whitlock entrà en l'associació Nya Idun, fundada el 1885.
Anna Whitlock és una de les pioneres del moviment sufragista suec: cofundà l'Associació Nacional per al Dret al Vot Polític de les Dones. El 1902, es van presentar al Parlament suec dues mocions relatives a la reforma del sufragi. Una n'era del ministre de Justícia Hjalmar Hammarskjöld, que suggeria que els hòmens casats tinguessen dos vots, ja que es podia considerar que votaven per les seues esposes. L'altra moció, la presentà Carl Lindhagen, que suggeria el sufragi femení. El suggeriment de Hammarskjöld va despertar la ira entre les activistes feministes, que van formar un grup de suport per a la moció de Lindhagen. El 4 de juny del 1902, es fundà l'Associació Nacional per al Sufragi Femení (Föreningen för Kvinnans Politiska Rösträtt), inicialment una societat local d'Estocolm, que esdevingué una organització nacional l'any següent. Anna en fou membre de la junta i presidenta dues vegades entre 1903 i 1907 i des del 1911 fins al 1912. Va escriure la primera crida pública a les dones de Suècia en la premsa per crear un moviment de sufragi. En tenia molt bona relació amb la vicepresidenta, Signe Bergman. El 1911, quan el moviment sufragista hagué de prendre una posició política contra els conservadors perquè el seu partit era llavors l'únic que s'oposava al sufragi, la conservadora Lydia Wahlström va renunciar-ne com a presidenta, i a causa de la respectada capacitat de ser neutral de Whitlock fou elegida per al segon mandat com a presidenta el 1911. El 1905, fundà Kvinnornas Andelsförening Svenska Hem, una associació cooperativa que intentava garantir la qualitat dels aliments. Aquesta associació encara existeix hui.
Està soterrada al cementeri de Norra, a Estocolm.

## Premis i reconeixements
- El 1918 rebé la medalla reial sueca Illis quòrum merruere labors (comunament anomenada Illis Quòrum) del rei Gustau V de Suècia.[10]
- El Fons Commemoratiu d'Anna Whitlock (Anna Whitlocks Minnesfond) es creà després que es tancàs la seua escola al 1976, i encara atorga beques a estudiants.[11][12]
- El personatge principal de la sèrie de televisió del 2013 Fröken Frimans krig (La guerra de Miss Friman), Dagmar Friman (interpretada per Sissela Kyle), es basa en Anna Whitlock.
- El 2018 s'obrí l'escola secundària Anna Whitlock a Estocolm.